# Bespin
Bespin er en planet i Star Wars universet. Den har en vigtig rolle i The Empire Strikes Back. Byen Cloud City svæver over Bespin ved hjælp af antigravitationsmidler. Der bor både mennesker og ughnaughter i Cloud City.
Selve planeten Bespin er en gasgigant og har en diameter på ca. 118.000 kilometer. Som de fleste gasgiganter har den en fast kerne af metal, efterfulgt af lag af gasser. De fleste lag er giftige, men der spænder et lag fra 150 til 180 kilometers højde som er ideelt til beboelse. Bespin har en del måner, en omdrejningstid på ca. 12 timer og en omløbstid på ca. 14 år.
Lando Calrissian, der ejede Tusindårsfalken før Han Solo administrerede Cloud City indtil det galaktiske imperium overtog byen.
| Star Wars | Spire Denne Star Wars-artikel er en spire som bør udbygges. Du er velkommen til at hjælpe Wikipedia ved at udvide den. |